# Dagmar Mühlenfeld

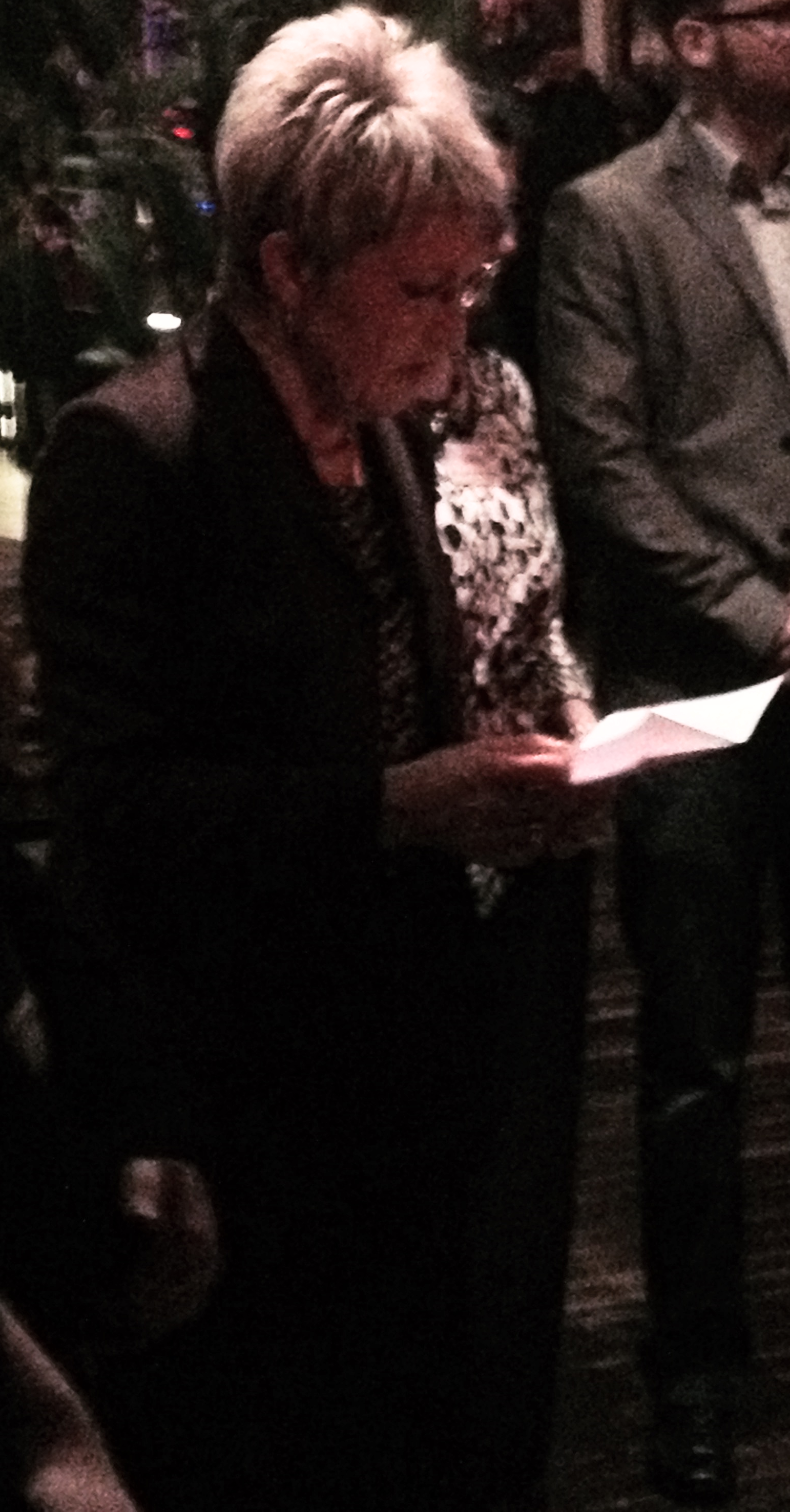
Mühlenfeld im März 2015

Dagmar Mühlenfeld (* 2. März 1951 in Mülheim an der Ruhr) ist eine deutsche Kommunalpolitikerin der SPD und ehemalige direkt gewählte Oberbürgermeisterin der Stadt Mülheim an der Ruhr. Seit dem 20. September 2007 ist sie Mitglied im Aufsichtsrat der RWE AG.

## Familie und Beruf
Dagmar Mühlenfeld wohnt seit ihrer Geburt in der Stadt an der Ruhr; sie ist verheiratet und hat einen erwachsenen Sohn. Ihr Mann Rolf Mühlenfeld ist seit 1999 Stadtverordneter in Mülheim an der Ruhr.
Dagmar Mühlenfeld ist von Beruf Lehrerin; sie hat Staatsexamina für das Lehramt an Gymnasien in den Fächern Deutsch und Geschichte abgelegt. Vor ihrem Amtsantritt als Oberbürgermeisterin war sie als Schulleiterin des Städtischen Gymnasiums Luisenschule tätig. An derselben Schule hatte Dagmar Mühlenfeld im Jahr 1969 ihr Abitur abgelegt.
Dagmar Mühlenfeld ist Mitglied im Aufsichtsrat der RWE AG.

## Politik
Seit dem 1. Mai 1975 ist Dagmar Mühlenfeld Mitglied der SPD. 2001 setzte sie sich in einer Kampfabstimmung um den Vorsitz der Mülheimer SPD gegen den bisherigen Amtsinhaber Thomas Schröer durch, der parteiintern in die Kritik geraten war. Bis dahin hatte Dagmar Mühlenfeld mehrere Jahre den Vorsitz des SPD-Ortsvereins Heißen in Mülheim an der Ruhr inne.
Nach dem Rücktritt des bisherigen Oberbürgermeisters Jens Baganz aus persönlichen Gründen im November 2002 wurden Neuwahlen für das Amt des Oberbürgermeisters für den März 2003 angesetzt. Die Mülheimer SPD nominierte Dagmar Mühlenfeld per Urwahl zu ihrer Kandidatin für die vorgezogenen Oberbürgermeisterwahlen. Am 23. März 2003 kam sie dann zunächst in die Stichwahl, die sie am 6. April 2003 mit knapp 53 Prozent der abgegebenen Stimmen bei etwas weniger als 40 Prozent Wahlbeteiligung gegen den CDU-Bewerber für sich entschied. 2003 übergab Dagmar Mühlenfeld das Amt der Mülheimer SPD-Vorsitzenden an ihren bisherigen Stellvertreter Frank Esser. Bei der Oberbürgermeisterwahl am 30. August 2009 wurde Mühlenfeld mit einem Stimmenanteil von 43,1 % für fünf weitere Jahre in ihrem Amt bestätigt.
Das größte von ihr vorangetriebene Projekt ist das Projekt Ruhrbania.
Mühlenfeld war während ihrer Amtszeit als Oberbürgermeisterin Mitglied der deutschen Delegation im Ausschuss der Regionen sowie stellvertretende Versammlungsleiterin der Vollversammlung des Regionalverbandes Ruhr. Außerdem war sie Mitbegründerin und Sprecherin des Aktionsbündnisses „Raus aus den Schulden!“ und seit dem 25. April 2013 bis zu ihrer Amtsabgabe Stellvertreterin des Präsidenten des Deutschen Städtetages.
Am 9. Februar 2015 wurde bekannt, dass Mühlenfeld 2015 nicht für eine Wiederwahl als Oberbürgermeisterin bereitstehen wird. Die Mülheimer Wähler bestimmten am 13. September 2015 Mühlenfelds Parteifreund Ulrich Scholten zum Nachfolger im Oberbürgermeister-Amt, der dieses am 21. Oktober 2015 antrat.